# Лула (нафтогазове родовище)
25°30′ пд. ш. 43°30′ зх. д. / 25.5° пд. ш. 43.5° зх. д.
Лула (порт. Lula) — супергігантське нафтогазове родовище в басейні Сантос на шельфі Бразилії, перше серед родовищ країни відкритих у підсольовому комплексі.

## Відкриття та запаси
Родовище відкрите 2006 року в розвідувальному блоці BM-S-11 свердловиною 1-BRSA-369-RJS. Глибина моря в районі свердловини складає 2140 метрів, поклади вуглеводнів відкриті на глибині більш ніж 5000 метрів під океанським дном. Вартість спорудження свердловини склала 240 млн доларів США. Родовище виявлене під товстим шаром солевих відкладень, який сягає 2 км. Колектори — вапняки та доломіти.
Первісно виявлене родовище носило назву Тупі, проте невдовзі було перейменоване на Лула на честь президента Бразилії Луіса Ігнасіо Лула да Сілва.
Існуючі станом на 2016 рік оцінки запасів родовища відносять його до категорії супергігантських, визначаючи їх в нафтовому еквіваленті на рівні понад 8 млрд барелів. При цьому запаси нафти оцінювались у 6,5 млрд барелів (станом на 2010 рік).
Крім того, наявний в родовищі газ робить його найбільшим в Бразилії за запасами цього виду палива. У 2013 році оголошувалось про запаси у розмірі 105 млрд м3. При цьому компанія Petrobras очікує отримати з родовища до двох разів більше газу. Нарешті, існують і значно оптимістичніші прогнози.

## Плавучі установки
Розробка родовища, розташованого в районі з великими глибинами, здійснюється з використанням плавучих установок з підготовки, зберігання та відвантаження нафти (FPSO). Станом на 2016 рік уже введено в експлуатацію п'ять установок:
- FPSO Cidade de Angra dos Reis (FPSO #1), розпочала роботу в 2010 році в секторі Lula pilot. Має здатність з прийому та підготовки до 100 тисяч барелів на добу, якої фактично досягла у 2014-му. Обслуговує 10 свердловин — 5 видобувних та 5 нагнітальних;
- FPSO Cidade de Paraty (FPSO #2), встановлена у 2013 році в секторі Lula North East. Виробнича потужність до 120 тисяч барелів на добу, може обслуговувати до 14 свердловин, з яких станом на кінець 2015-го вже було пробурено 6 виробничих (із запланованих 8) та 5 нагнітальних (із 6);
- FPSO Cidade de Mangaratib (FPSO #3), яка розпочала роботу в кінці 2014-го в секторі Iracema South. Потужність цієї установки ще більша ніж у попередніх — 150 тисяч барелів. Вона може обслуговувати до 16 свердловин (порівно виробничих та нагнітальних), з яких 10 вже пробурено до початку 2016 року;
- FPSO Cidade de Itaguaí (FPSO #4) повинне обслуговувати сектор Iracema North. Вона має однакову з установкою № 3 потужність і може обслуговувати до 17 свердловин. Установка розпочала роботу у 2014 році;
- FPSO Cidade de Maricá (FPSO #5) з такими ж характеристиками як і попередня розпочала роботу на початку 2016 року.
Всього в рамках проекту освоєння родовища планується задіяти десять плавучих установок.

## Заходи підвищення нафтовилучення
Частина свердловин родовища продукує також вуглекислий газ. Останній в процесі підготовки відокремлюється та закачується назад у резервуар. Це дозволяє одночасно уникнути викидів парникового газу та підтримати пластовий тиск, що сприяє збільшенню коефіцієнту вилучення.
В процесі нагнітання з 2013 року використовується технологія WAG (water alternating gas), яка передбачає поперемінне закачування води та газу за спеціальним алгоритмом, що сприяє зменшенню в'язкості нафти та витісненню її залишків до видобувних свердловин.
Також розглядається можливість створення підводних потужностей із сепарації нафти та води прямо на дні з наступним закачуванням останньої в резервуар.

## Трубопроводи
Для видачі газу створено одразу дві системи. У 2011 році перша плавуча установка  Cidade de Angra dos Reis була з'єднана з платформою родовища Мексіл'яо, яке в свою чергу постачає газ на береговий переробний комплекс Монтейро-Лобато біля Карагуататуба в штаті Сан-Паулу. Довжина газопроводу між родовищами майже 100 км, діаметр 450 мм, робочий тиск 25 Мпа.
Транспортування ж основної частини газу з Лула (та в цілому оточуючих підсольових родовищ басейну Сантос) здійснюватиметься через споруджений у 2015-му трубопровід до берегового газопереробного заводу Cabiunas, розташованого в районі Macaé (штат Ріо-де-Жанейро). Його довжина 380 км, діаметр 600 мм, а максимальна потужність до 5,5 млрд м³ на рік. ГПЗ Cabiunas в свою чергу сполучений з газотранспортною системою країни трубопроводами Gasduc та Gascav.
Для прокладання на родовищі кількох тисяч кілометрів з'єднувальних гнучких трубопроводів залучили цілий ряд споруджених спеціально на замовлення Petrobras глибоководних будівельних та трубоукладальних суден, що належать спільному підприємству малайзійської SapuraKencana та норвезької Seadrill — Sapura Topazio, Sapura Onix та інші. Тоді як надане компанією Subsea 7 судно Seven Oceans спорудило кілька десятків райзерів (ліній від підводного облаштування до плавучих установок) довжиною по 3,9 км кожен.